# 간화태극권
간화태극권은 1950대 중국 정부 및 체육위원회가 대중적으로 부담없이 행할 수 있는 부드러운 동작을 갖고있는 '움직이는 선(禪)'이라고 불리는 양식 태극권을 주되게 채택하고 여기에 추가하여 쉽게 개선한 동작으로 완성한 '북경 24식 간화태극권'을 국민들의 건강을 위해 보급하면서부터 시작되었다. 이렇게 행하여지기 시작한 태극권 운동은 전 세계적으로 현대인이 쉽게 접할 수 있는 대중적인 심신단련 운동으로 평가되고있다. 이러한 간화태극권은 베이징 스타일로도 잘 알려져있다.

## 느리고 부드러운 동작의 특징
한편 다양한 신체동작에서 느리고 부드럽게 체중을 이동하기 위해서 하체에 무게중심이 집중되도록 고안되었으며 편안하고 깊게 행하는 숨쉬기는 유산소운동에서 보여지는 호흡 효과와 상체의 관절이 가용범위내에서 원 또는 타원의 궤적을 갖도록 동작하는등 이러한 복합적인 신체활동이 신체적인 면에서 뿐만아니라 정신적인 면에서도 자기효능감및 인지기능에 긍정적이고 보다 유리한 효과를 보여주는것으로 많은 연구에서 보고되고있다.

## 현대적인 간화태극권
어린이와 노약자등 남녀노소 누구나 부담없이 행할 수 있도록 개발된 24식 간화태극권은 이러한 맥락에서 더욱 간편하고 축소된 16식 또는 8식 동장의 간화태극권이나 24식 간화태극권의 틀을 유지하는 건강태극권,생활태극권등의 보편화되고 대중적인 명칭과 과학적으로 보다 개선된 동작들로 현대적인 간화태극권의 흐름을 이어가고있다.

## 24식 동작
기세(起势),좌우야마분종(左右野馬分鬃),백학양시(白鹤亮翅),좌우루슬요보(左右搂膝拗步),수휘비파(手挥琵琶),좌우도권굉(左右倒卷肱),좌람작미(左揽雀尾),우람작미(右揽雀尾),단편(单鞭),운수(云手),단편(单鞭),고탐마(高探馬),우등각(右蹬脚),쌍봉관이(双峰贯耳),전신좌등각(转身左蹬脚),좌하세독립(左下势独立)
,우하세독립(右下势独立),좌우옥녀천사(左右玉女穿梭),해저침(海底针),섬통배(閃通背),전신반란추(轉身搬攔捶),여봉사폐(如封似閉),십자수(十字手),수세(收势)
이나 중복된 좌우 동작이나 변형된 동작을 감안하면 주요 20개 동작으로 이루어진다.

## 16식
1 기식, 2 야마분종, 3 백학양시, 4 누슬요보, 5 반란추, 6 여봉사폐, 7 단편, 8 수휘비파, 9 도권굉, 10 옥녀천사, 11 해저침, 12 섬통배, 13 운수, 14 남작미,15 십자수, 16 수세

## 종합태극권
간화태극권은 양식태극권을 주되게 채택하여 태극권의 여러 문파의 특색보다는 대중적으로 습득하고 연습하기에 편리한 각 태극권 문파의 장점을 취한 것으로도 유명하다. 이처럼 대중성을 위해 여러문파 태극권들의 배우기 쉽고 유익한 동작들을 채택한 것이 간화태극권의 목적이었던 점을 감안했을 때 이러한 취지에서 각 태극권 여러 문파들의 심혈이 담긴 주요한 동작들을 종합한 것으로 문혜풍 교수의 동악태극권이 2000년 1월1일 새해를 맞아 중국국영방송및BBC채널등으로 전세계에 방영된바있다.

## 같이 보기
- 태극검
- 코어근육운동
- 명상
- 태권도